# Boycot van Joodse ondernemingen

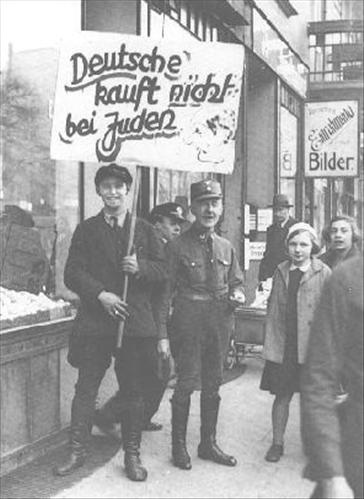
Jongen met een plakkaat met daarop in het Duits "Duitsers kopen niet bij joden".

De boycot van Joodse ondernemingen (Duits: Judenboykott) vond plaats in nazi-Duitsland op 1 april 1933. Het had als doel om personen te ontmoedigen bij handelszaken met Joodse eigenaren te kopen en Duitse Joden te intimideren.

## Achtergrond
De boycot van Joodse ondernemingen was de eerste nationaal geplande actie tegen de Joodse bevolking in nazi-Duitsland. Naar verluidt zouden Duitse en buitenlandse joden negatieve verhalen ('Greuelpropaganda') verspreiden over nazi-Duitsland met behulp van buitenlandse journalisten. Hierdoor werden producten uit Duitsland na de machtsovername van Adolf Hitler op 30 januari 1933 internationaal geboycot. Minister van Propaganda Joseph Goebbels riep als reactie hierop een landelijke boycot van Joodse winkels uit.
Op 1 april 1933 werden op etalages van onder meer warenhuizen, winkels, banken, advocatenkantoren en dokterspraktijken met Joodse eigenaren davidssterren geschilderd en blokkeerden gewapende leden van de Sturmabteilung (SA) de ingangen. Daarnaast werden er plakkaten en borden opgehangen met teksten als  "Koop niet bij Joden" en "De Joden zijn ons ongeluk", en werden winkels vernield. In een aantal gevallen werden Joodse winkeleigenaren uit hun winkels gedreven en mishandeld door leden van de SA.
In een toespraak later die dag sprak Goebbels de woorden: "Landgenoten! Vanmorgen om 10 uur is de boycot begonnen. Hij zal doorgaan tot middernacht. Het voltrekt zich met de kracht van een plotselinge staking, maar ook met een indrukwekkende discipline onder onze mannen. [...] Duitser! Bevrijd uzelf van de Joodse tirannie! Duitsers! Verzet u! Koop niet bij Joden!"

## Reactie
De boycot had op de dag zelf slechts een geringe invloed: aangezien deze plaatsvond op zaterdag waren veel winkels vanwege de sjabbat gesloten. De actie kreeg echter veel aandacht in de internationale pers en riep felle kritiek op tegen nazi-Duitsland. Hoewel het grootste gedeelte van de Duitse bevolking de boycot negeerde en bij Joodse ondernemingen inkopen bleef doen, markeerde de boycot het begin van maatregelen die werden genomen tegen de Duits-Joodse bevolking. Een week na de boycot werden de eerste nationale wetten tegen de Joden aangenomen.

## Galerij

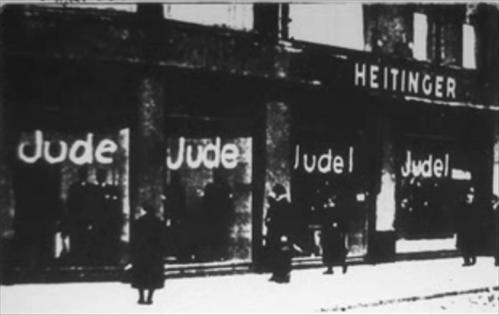
Etalages met daarop het woord Jude! (Jood!).
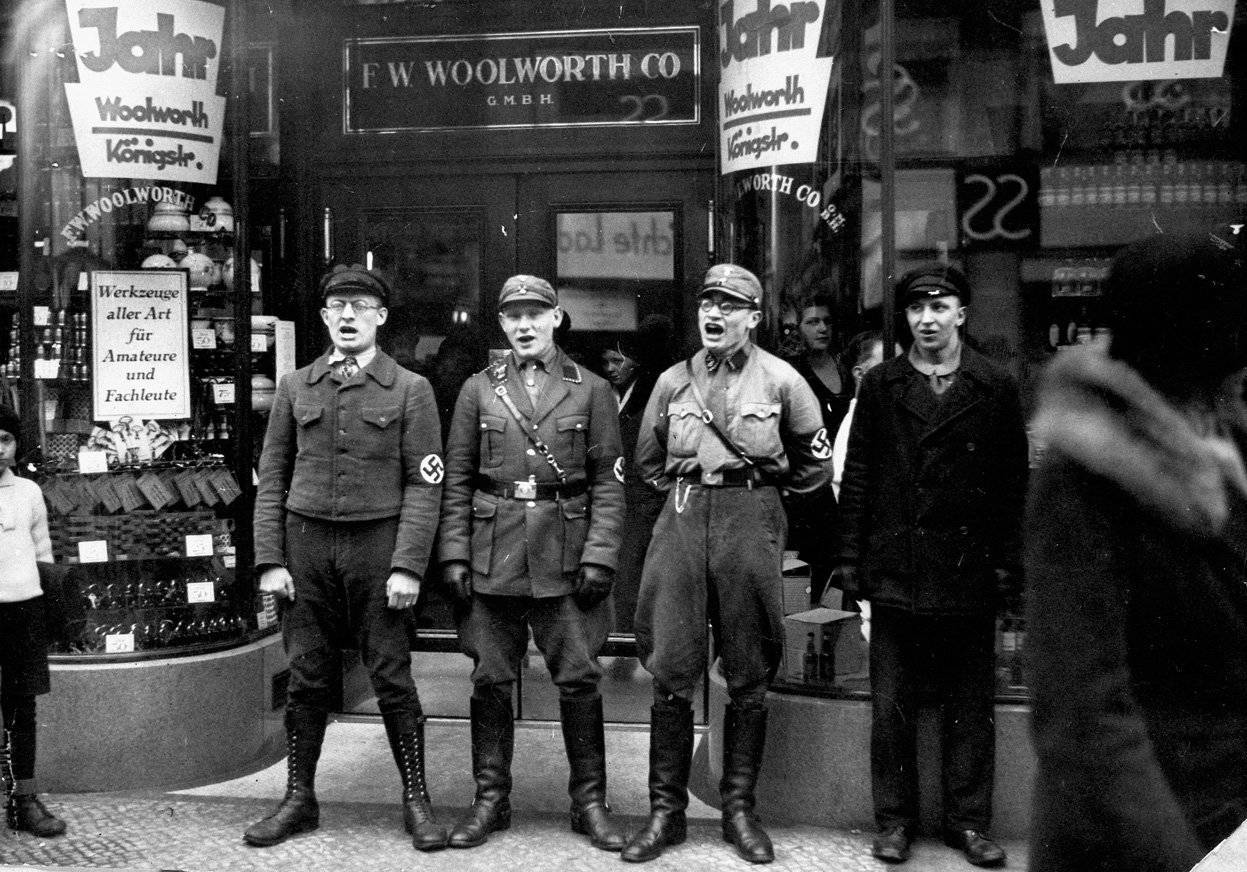
Leden van de Sturmabteilung voor de ingang van een winkelpand.
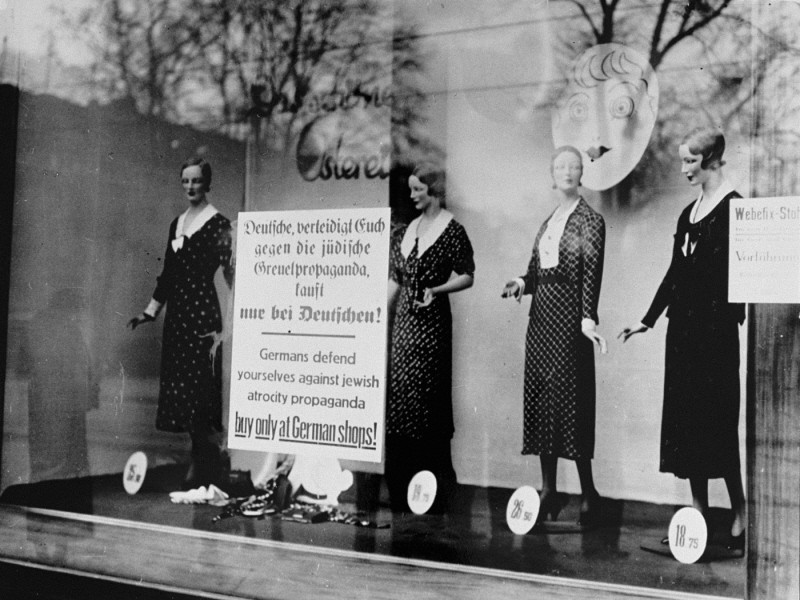
Plakkaat op de etalageruit met daarop de tekst "Duitsers, verdedig jullie tegen de Joodse gruwelpropaganda, koop alleen bij Duitsers!" in het Duits en Engels
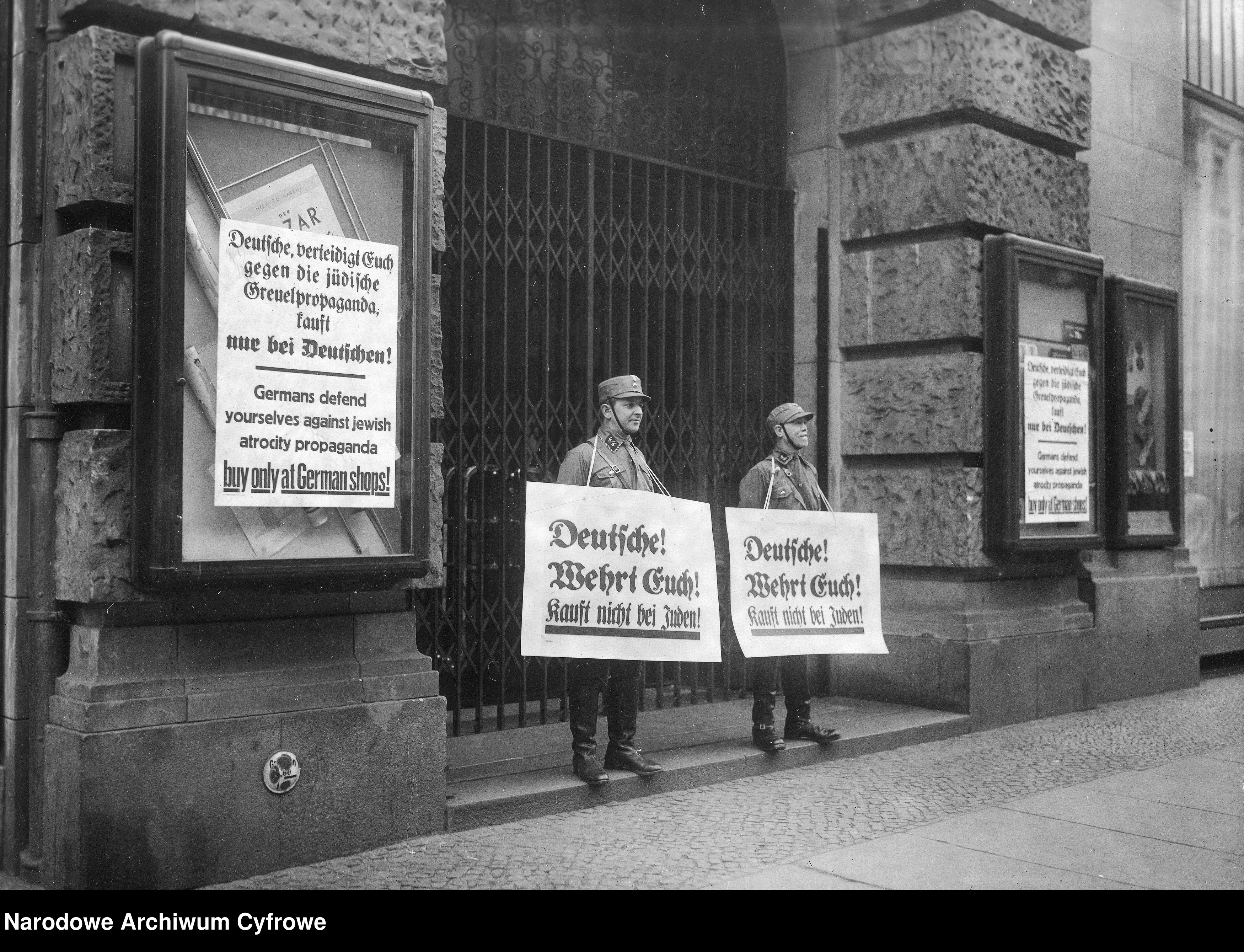
Leden van de Sturmabteilung voor de ingang van een winkelpand met een bord met daarop de tekst "Duitsers! Verzet u! Koop niet bij Joden!"